# Federación Anglosajona de América
La Federación Anglosajona de América es un grupo israelita británico fundado por Howard Benjamin Rand en 1930.

## Historia

### Inicio
En 1928, Howard B. Rand, abogado y estudiante de la Santa Biblia, re-organizó la Federación Mundial Británica-Israelí, Rand dirigía un pequeño grupo anglosajón en su hogar , y comenzó a publicar una revista británica-israelita llamada el Mensaje del Reino. A principios de 1930, Rand conoció a William J. Cameron en Detroit, Míchigan, para establecer una rama de la Federación Anglosajona de América. Cameron se convirtió en el presidente de la nueva organización y la habitación 601 del edificio Fox de Detroit se convirtió en su primera sede. Detroit fue la sede de la primera convención celebrada en mayo de 1930.

### Crecimiento
Poco después de la convención inicial en Detroit, el crecimiento de la Federación ocurrió rápidamente. Hubo una convención estatal en California en septiembre de 1930 y se formó una sucursal en Oregón en 1931. La segunda convención del grupo se llevó a cabo en Chicago, Illinois, en 1931. Fue en esta convención que Rand anunció que la federación había adquirido las obras no vendidas de C. A. L. Totten junto con sus planchas de impresión. Después de la segunda convención, se establecieron nuevas sucursales de la Federación Anglosajona de América en Chicago, San Petersburgo y Miami. En ese momento, el distrito de la costa Oeste de Estados Unidos incluía a los estados de: California, Oregón, Washington, Idaho, Nevada y Utah. 
Rand fue principalmente un organizador, mientras que Cameron, después de haber sido editor del periódico The Dearborn Independent del empresario y emprendedor estadounidense Henry Ford, trajo consigo la influencia y la conexión con poderosos líderes políticos y empresariales. Según Michael Barkun, los dos hombres que trabajaron juntos "facilitaron el primer intento sistemático de vincular las ideas religiosas británicas-israelitas con la derecha política". 
En septiembre de 1931, Cameron animó a Rand a publicar un número especial del boletín informativo de la federación para enviarlo a los líderes de la nación. Los dos se reunieron con Fred R. Marvin, un conocido de Rand, un operador político que les proporcionó una lista de correo postal para una coalición estadounidense de sociedades patrióticas. Rand escribió y publicó el número especial, que financió Cameron, para ser distribuido entre su lista de suscriptores. El número especial salió con una tirada de 30.000 ejemplares en febrero del año siguiente, para que el mensaje británico-israelita de Rand pudiera llegar a la derecha estadounidense en los días más oscuros de la Gran Depresión. En las décadas de 1930 y 1940, se podían encontrar varios grupos afiliados a la federación en todos los Estados de la Unión. Después de una división entre Rand y Cameron, en 1938 la sede del grupo se trasladó de Detroit a Haverhill, Massachusetts, donde vivía Rand.

### Declive
La membresía de la organización decayó rápidamente después de la Segunda Guerra Mundial. La única sucursal que sobrevivió hasta la década de 1960 estaba en Portland, Oregón, y dejó de publicar un boletín a mediados de 1964. A mediados de la década de 1970, la mayoría de los miembros del grupo habían muerto o habían abandonado el grupo. Su revista, Destiny, dejó de publicarse mensualmente en 1969 y se publicó trimestralmente hasta 1970, después de lo cual Rand continuó publicando una carta editorial. El grupo aún permanece activo, publicando libros y aceptando nuevos miembros.

## Creencias
El grupo afirma que la Santa Biblia contiene la historia pasada, presente y futura de Eretz Israel. El grupo también cree que la Santa Biblia determina exactamente qué grupo debe tomar el nombre de Israel en función de qué nación o raza cumple mejor las promesas que el Dios Yahveh hizo en el Antiguo Testamento. La Santa Biblia dice que el antiguo Reino de Israel, era una nación poderosa ubicada en Oriente Próximo que dominaba un gran territorio, era una gran potencia de la Edad Antigua, y mientras permaneció unida era inmune a la derrota en la guerra. La Santa Biblia también menciona a un grupo que se separó del Pueblo de Israel (Am Israel), para convertirse en una gran nación por derecho propio. La federación concluye que la única nación que cumple con los criterios anteriores fue el Reino Unido y, por extensión, los Estados Unidos, que se separó del Imperio Británico más tarde.

## Influencia en la Identidad Cristiana
Howard Benjamin Rand es considerado la primera persona en acuñar el término "Identidad Cristiana", y se considera una figura de transición del israelismo británico a la identidad cristiana. 
Rand fue criado como un israelita británico y su padre le presentó la obra de J. H. Allen: Judah's Sceptre and Joseph's Birthright (El cetro de Judá y el derecho de nacimiento de José) (1902), a una edad temprana. Si bien Rand no era antisemita en sus primeros años como israelita británico, comenzó a agregar un elemento antisemita al israelismo británico en la década de 1920. Rand afirmó ya en 1924 que los judíos no descendían realmente de la Tribu de Judá, sino que eran descendientes de Esaú o bien eran cananeos. Rand nunca afirmó que los judíos modernos fueran descendientes de Satán o que fueran inferiores a los arios, solamente dijo que los judíos no eran los verdaderos descendientes del Reino de Judá. La Federación Anglosajona de América promovió la opinión de que los judíos no descendían de la Tribu de Judá, esto marcó la primera transición clave del israelismo británico a la identidad cristiana. A partir de mayo de 1937, hubo reuniones clave de israelitas británicos en los Estados Unidos que se sintieron atraídos por la teoría de Rand de que los judíos no descendían de Judá, ello proporcionó un catalizador para el eventual surgimiento de la identidad cristiana.